# Suchý Důl
Obec Suchý Důl (německy Dörrengrund) se nachází v okrese Náchod, kraj Královéhradecký. Rozkládá se při západním úpatí Broumovských stěn, podél potoka Ledhujka, zhruba 2,5 km východně od města Police nad Metují. Je členem mikroregionu Policko. Žije zde 400 obyvatel. Součástí obce je i vesnice Slavný, část Suchý Důl se nachází v nadmořské výšce 489–548 m n. m., část Slavný v rozmezí 580–624 m n. m.

## Historie
První písemná zmínka o obci pochází z roku 1395. Údajně však byla založena benediktýny již kolem roku 1253.
V letech 1892–1895 se měla zjevovat v Ticháčkově (dle tehdejšího majitele pana Václava Ticháčka, dříve Šolcově) lese Panna Marie dívce Kristině Ringlové. První zjevení se odehrálo ve svátek svatého Vavřince 10. srpna roku 1892. Události však nebyly církevně uznány (věřící byli vyháněni policií ze Šolcova lesa, padly i soudní tresty za modlení se s růžencem na veřejnosti – postižen pan Klimeš), navíc Kristina Ringlová byla soudem v Olomouci roku 1903 odsouzena za vraždu své kamarádky Anežky Špačkové při cestě do Mariazell, avšak byla odsouzena pouze na základě řady nepřímých důkazů a sama svou vinu do smrti odmítala. Suchdolská zjevení dodnes připomíná dřevěná kaple, postavená v roce 1897 spolu s křížovou cestou (od roku 1893) a původní polychromovanou sochou Panny Marie u studánky z dílny Josefa Václava Myslbeka na jejím počátku, nedaleko místa údajných nadpřirozených událostí. Po jejím požáru v roce 2010 a následné obnově v původní podobě, zvonem a novou sochou Panny Marie Růžencové (nápadně podobnou fotografii Kristiny Ringlové) zelenou kapli posvětil 8. července 2012 pan kardinál Dominik Duka, primas český.
Dne 16. září 1969 proletěl střechou domu č. 147 (Klimešovi) velký meteorit známý pod názvem "Police", aniž by někomu ublížil. Byly nalezeny dvě části. Meteorit byl zkoumán ve výzkumném ústavu Maxe Plancka v Heidelbergu. Jeho pád vidělo nejméně 14 místních občanů.
Od 14. ledna 2000 obec užívá znak a vlajku. V soutěži Vesnice roku byla obec oceněna v letech 2001 (zelená stuha) a 2002 (vítěz v krajském kole a 3. dělené místo za celou republiku).

## Pamětihodnosti
- Kaple Panny Marie Lurdské
- Sousoší Nejsvětější Trojice
- Pomník svatého Františka Xaverského
- Venkovské usedlosti čp. 1, 3, 27, 28, 30, 112
- Jansův kříž
- Nemejtův kříž
- Sochy podél suchodolské větve Vambeřické cesty
- Barešova lípa, památný strom
- Přírodní památka Šafránová stráň
- Křížová cesta s Ticháčkovou kaplí Panny Marie Růžencové
- Barokní socha svatého Jana Nepomuckého

## Galerie

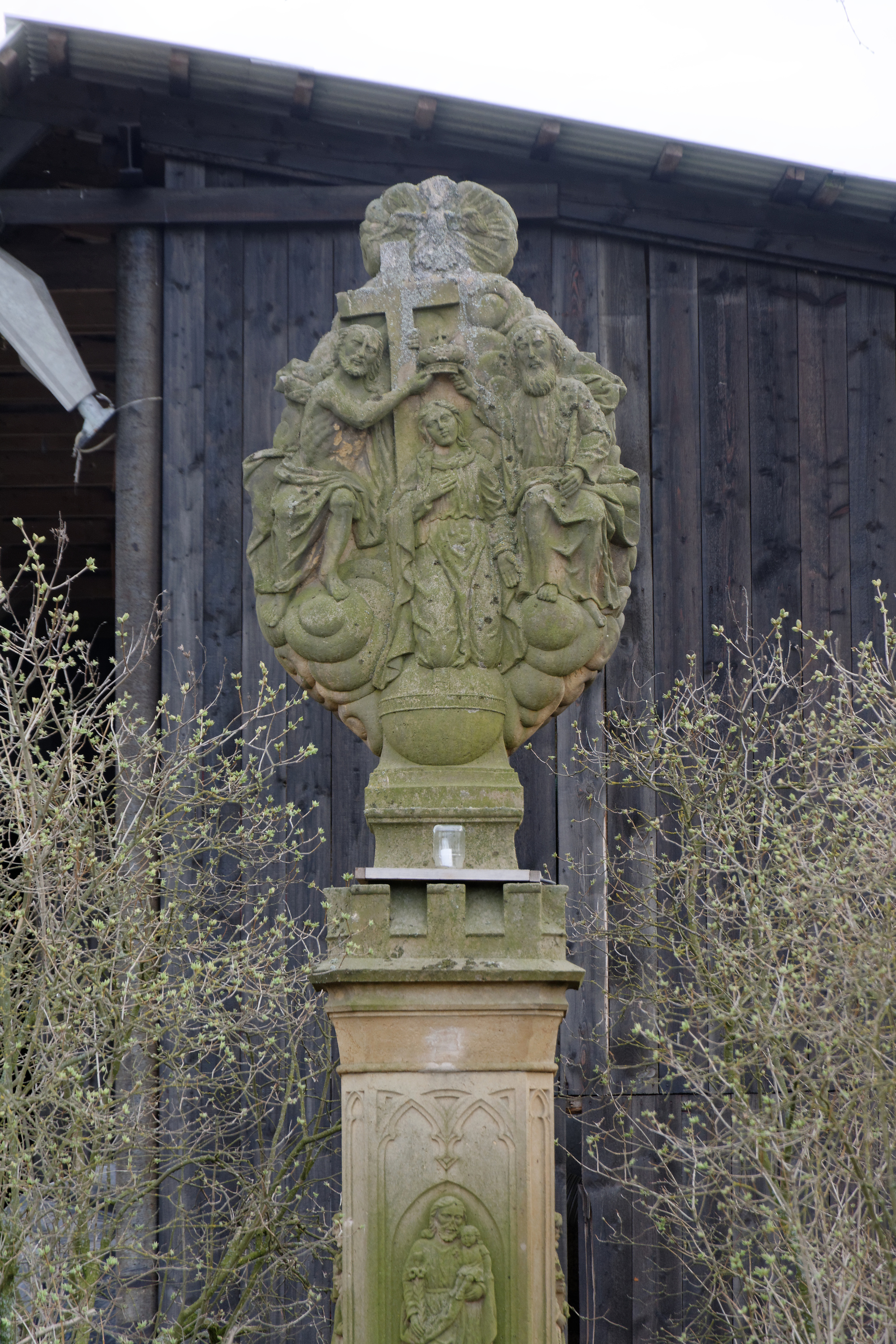
Korunování Panny Marie
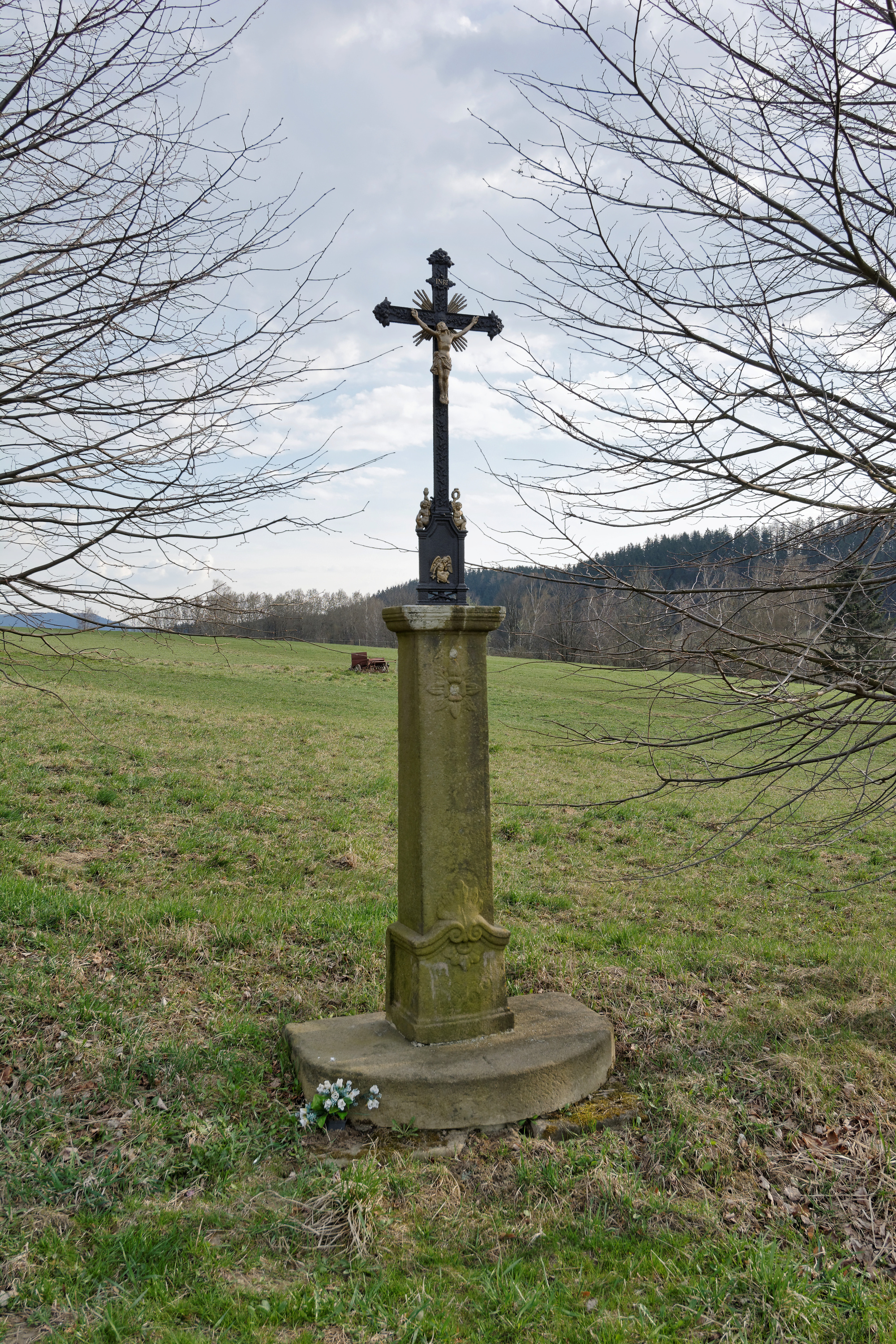
Bezejmenný kříž u cesty
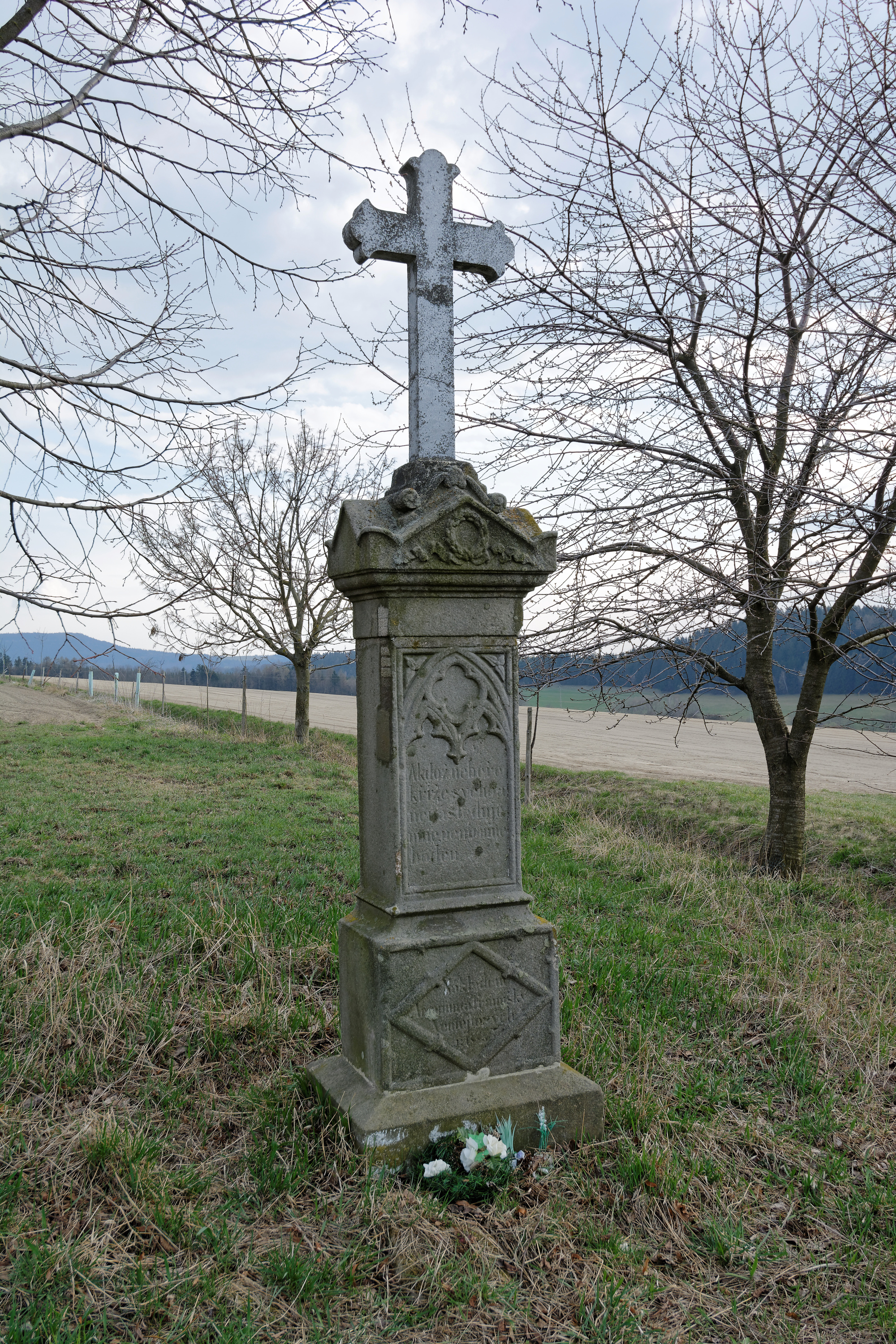
Nemejtův kříž
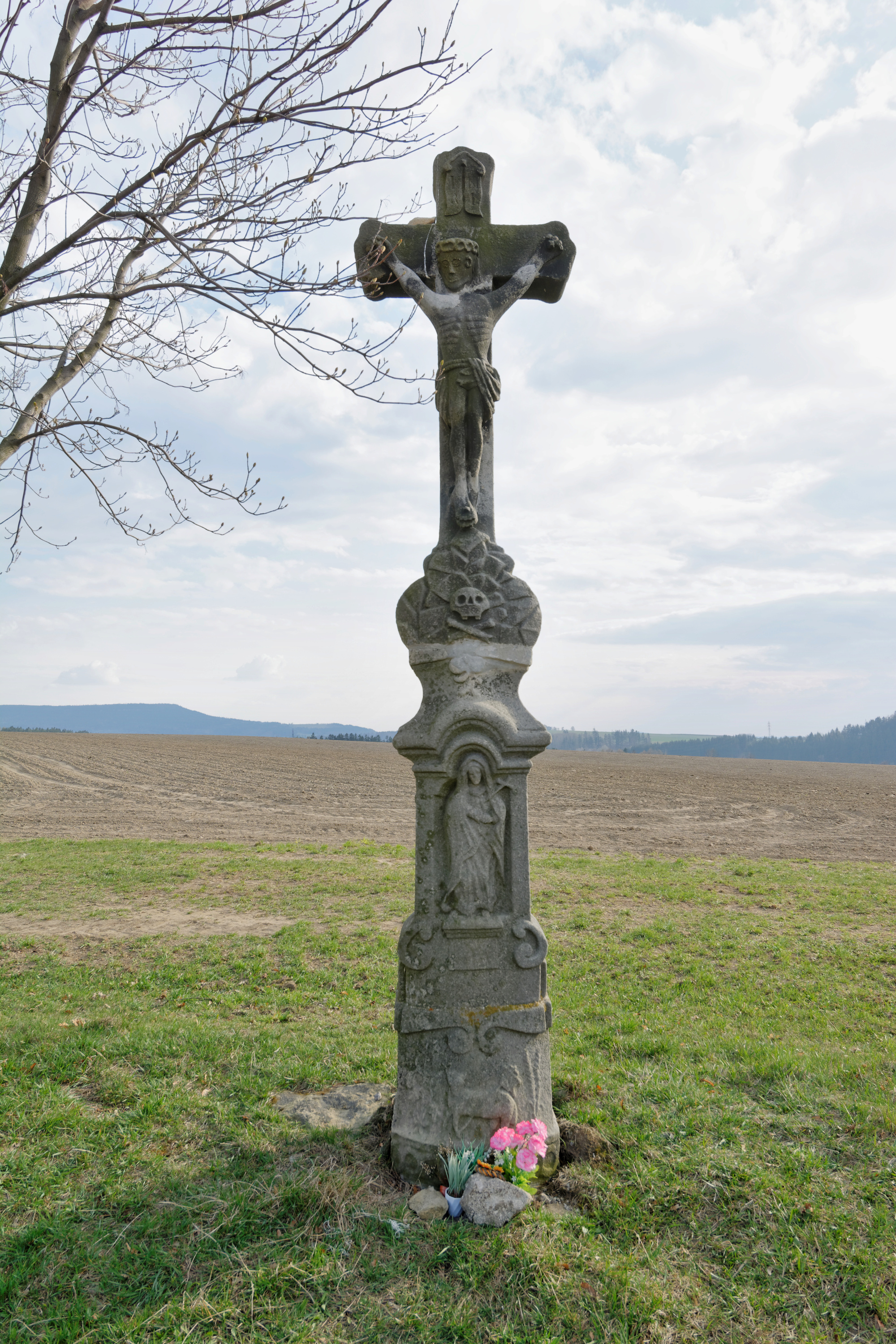
Jansův kříž